# Ericson-Ericson Lorentz-Lorenz korrektionen
Ericson-Ericson Lorentz-Lorenz-korrektionen, även kallad Ericson-Ericson Lorentz-Lorenz-effekten (EELL), är en analogi i gränssnittet mellan kärn-, atom- och partikelfysik, som i sin enklaste form motsvarar den välkända Lorentz-Lorenz ekvationen (även kallad Clausius-Mosetti-relationen) för ljusets brytningsindex i glas och för andra likartade elektromagnetiska fenomen.
Dessa relationer kopplar makroskopiska storheter som brytningsindex till dipol-polarisering av enskilda atomer eller molekyler. När de senare hålls åtskilda är det polariserande fältet inte längre det genomsnittliga elektriska fältet i mediet. Pionen, den lättaste mesonen och bäraren av långdistansdelen av den starka växelverkan, har på liknande sätt, vid icke-relativistiska spridning mot enskilda nukleoner, en dominerande dipolstruktur med en känd genomsnittlig dipolpolariserbarhet ("den genomsnittliga spridningsvolymen").
Fysiken blir nära likartad trots att atomkärnans täthet är cirka 15 storleksordningar större än för vanlig materia och dess dipol-växelverkan har ett annat ursprung.
Korrektionen förutspåddes 1963 av Magda Ericson, som 1966 också härledde den tillsammans med Torleif Ericson. Effekten har sedan dess härletts på olika sätt men förstås nu, så länge nukleonerna behåller sin individualitet, som en generell effekt oberoende av den detaljerade beskrivningen. Detta är anledningen till att i det molekylära fallet med den klassiska Lorentz-Lorenz-effekten så många inkompatibla härledningar ger samma resultat. EELL-korrigeringen tillämpades först på linjeskiften i väteliknande exotiska atomer, där elektronen i Coulomb-fältet ersatts av en negativt laddad pion. Dess interaktion med den centrala kärnan orsakar avvikelser i spektrallinjernas lägen i sådana Bohr-liknande atomer.
Effekten har i hög grad påverkat förståelsen av växelverkan mellan pion och kärna som ett mångkropparsproblem genom insikten att spridningen av en pion från en nukleon i en kärna bestäms av det lokala pionfältet vid nukleonen.
Effekten har även funnit tillämpning vid andra pionfenomen i kärnor, såsom modifiering av den axiala kopplingskonstanten vid betasönderfall, pionspridning, axial lokalitet, pionkondensation i kärnmateria, det nukleära pionfältets struktur, etc.